# Bandfilter

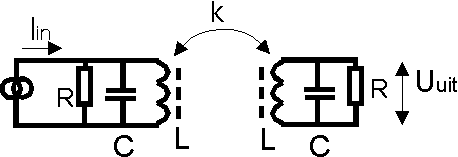
Bandfilter met twee gekoppelde LC-kringen

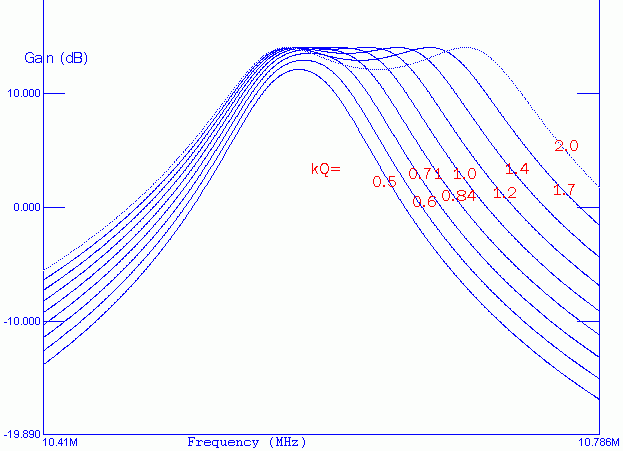
Doorlaat karakteristiek bandfilter met twee gekoppelde LC-kringen

Een bandfilter laat een bepaalde frequentieband – de doorlaatband – door en blokkeert frequenties die buiten deze band liggen. Het is dus eigenlijk een combinatie van een laagdoorlaat- en een hoogdoorlaatfilter. Bandfilters worden toegepast in de elektronica en optica, waar het om doorlating van elektromagnetische straling gaat.
Een oude toepassing van een bandfilter in de elektronica is het middenfrequentfilter in een superheterodyne-ontvanger.

## Elektronica

### Filter met twee slecht gekoppelde LC-kringen
Het bandfilter in een middenfrequenttrap van een ontvanger wordt vaak uitgevoerd als twee onderling slecht (in feite te goed) gekoppelde LC-kringen. Kwaliteitsfactor Q en koppelfactor k bepalen samen bandbreedte en vlakheid van de filterkarakteristiek.
Voor kQ = 1,2 wordt een vrijwel vlakke doorlaatkarakteristiek verkregen. Voor grotere waarden van kQ ontstaat een dip in het midden van de doorlaatband. Beide LC-kringen moeten wel op dezelfde frequentie worden afgeregeld.
De ingang van het filter wordt in de conventionele ontvangers gevoed door een stroombron, bijvoorbeeld de anodekring van een pentode of de collectorkring van een transistor. Op de uitgang wordt de volgende versterkertrap (met vaak weer eenzelfde filter) of een detector aangesloten.
De in de figuur getoonde karakteristieken horen bij een Q van 150, maar zijn over een groot bereik van Q alleen afhankelijk van het product k.Q, met andere woorden ook voor een Q =50. De grootste veroorzakers van die verliezen in de spoelen zijn de proximity- en koperverliezen van de niet-ideale spoelen. Ook de verliezen in de condensatoren kan voor extra verliezen zorgen, maar in het algemene geval zijn die verliezen verwaarloosbaar klein. De karakteristiek is typisch voor een bandfilter in een FM-ontvanger met een doorlaatband rond 10,7 MHz en een bandbreedte van ongeveer 150 kHz voor k = 1/120.

### Keramisch bandfilter
Keramische bandfilters maken gebruik van het piëzo-elektrische effect, gecombineerd met mechanische resonantie in keramische materialen. Dergelijke filters kunnen eenvoudig in grote aantallen gemaakt worden en zijn door de fabrikant reeds op een bepaalde frequentie, bijvoorbeeld de standaardmiddenfrequenties van 455 kHz of 10,7 MHz, afgeregeld. Ze zijn in diverse bandbreedten te verkrijgen. Er is dan bij de productie van ontvangers geen omslachtige afregeling meer nodig.
Resonanties in keramische filters zijn veel complexer dan in een elektrisch LC-filter, en de karakteristieken van keramische filters hebben - buiten de doorlaatband - vaak een wat grillig verloop. Ook de maximale onderdrukking van signalen buiten de doorlaatband is vaak maar matig (bijvoorbeeld 30 dB). Duurdere filters gebruiken meerdere elementen en hebben daardoor een betere signaalonderdrukking buiten de doorlaatband. De typische in- en uitgangsimpedantie van zulke filters is 1 à 2 kΩ voor 455 kHz-bandfilters en enkele honderden ohms voor 10,7 MHz-filters.

## Optica
- Fabry-Pérot-interferometer
- Michelson-interferometer